# Monhystera cuspidospiculum
Monhystera cuspidospiculum is een rondwormensoort uit de familie van de Monhysteridae.